# Helmut-Körnig-Halle
Die Helmut-Körnig-Halle ist eine Leichtathletikhalle an der Strobelallee in Dortmund.

## Geschichte
Die 1980 in unmittelbarer Nähe zum Stadion Rote Erde, den Westfalenhallen und dem Westfalenstadion eröffnete Halle bietet als Wettkampf- und Trainingsstätte für nationale und internationale Wettkämpfe 4.500 Zuschauern Platz. Von den 4500 Zuschauerplätzen sind 3000 als Sitzplätze und 1500 als Stehplätze ausgelegt. Die Halle verfügt über eine 200-m-Laufbahn mit sechs einzelnen Laufbahnen, eine 60-m-Sprintgerade mit acht Bahnen im Innenraum und separate Stoß- und Sprunganlagen. Durch die ein- und ausfahrbaren Seitentribünen kann zu Trainingszwecken auch eine 100-m-Laufbahn angeboten werden.
Die Helmut-Körnig-Halle ist Teil des Olympiastützpunktes Westfalen und wird von diesem bewirtschaftet. Die Halle ist in den Wintermonaten Haupttrainingsstätte der LG Olympia Dortmund.
Benannt wurde die Halle nach Helmut Körnig, Bronzemedaillengewinner im 200-m-Sprintwettbewerb bei den Olympischen Spielen 1928 in Amsterdam und späterer Geschäftsführer der Westfalenhallen Dortmund GmbH.
Neben der Nutzung als Leichtathletikhalle fanden in der Arena internationale Handballturniere, Volleyball-Länderspiele, Spiele der Basketball-Bundesliga, Meisterschaftskämpfe im Ringen sowie im Jahre 2005 die Weltmeisterschaften im Taekwondo statt.

## Technische Daten
- Länge: 131,50 m, Breite 81,01 m, lichte max. Höhe: 15 m, lichte min. Höhe: 8 m, freitragende Spannweite 60 m
- Hallenvolumen: 130 000 m³, Hallengesamtfläche: 11 800 m², Sportflächen: 7 800 m², Zuschauerflächen, Sportnebenflächen und Technikbereich: 4.000 m²
- Unterbau: Stahlbeton-Mauerwerk
- Tragkonstruktion und Dach: neun Stahldreigurtbinder, durch verglaste Fachwerkpfetten ausgesteift
- Heizung: Gaswärmepumpe

## Hallenrenovierung
Die Renovierungsarbeiten der Halle begannen im ersten Quartal 2019 und sollten ein Jahr später abgeschlossen sein. Die Rundbahn wurde von vier auf sechs Laufbahnen erweitert. Darüber hinaus sollten der Umlauf, die Tribüne sowie die Licht- und Lautsprecheranlage erneuert werden. Die Zuschauerkapazität blieb unverändert. Am Wochenende 4./5. Januar 2020 wurde der Wettkampfbetrieb wieder aufgenommen: am Samstag mit einem Hallensportfest, das nur für die Lokalmatadoren ausgeschrieben war und in erster Linie dem Test der Wettkampfanlagen diente, und am Sonntag mit einer nationalen Hallenveranstaltung bei der ca. 700 Athleten am Start waren.

## Galerie

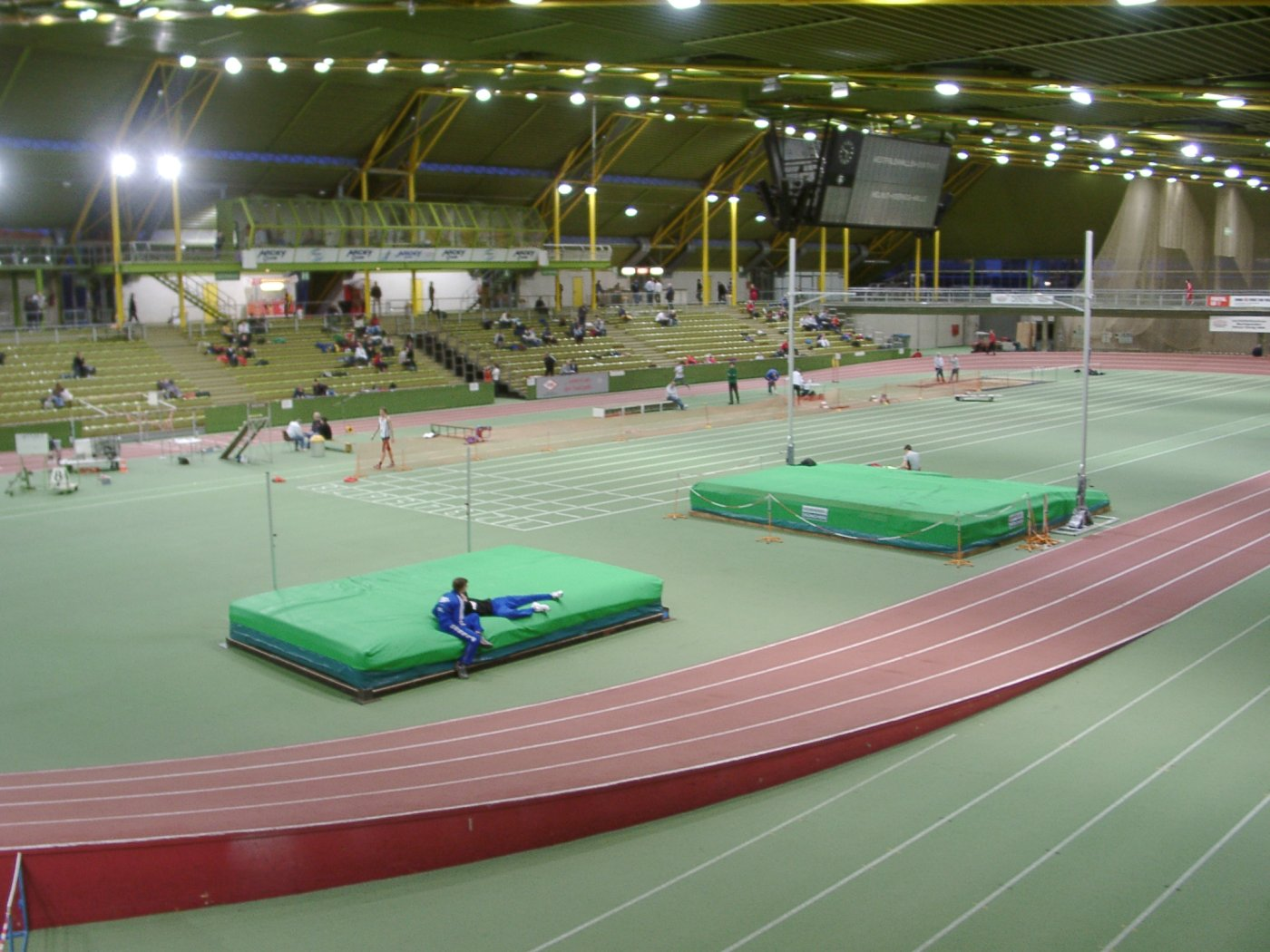
Video der ausverkauften Helmut-Körnig-Halle beim Indoor Meeting Dortmund 2025
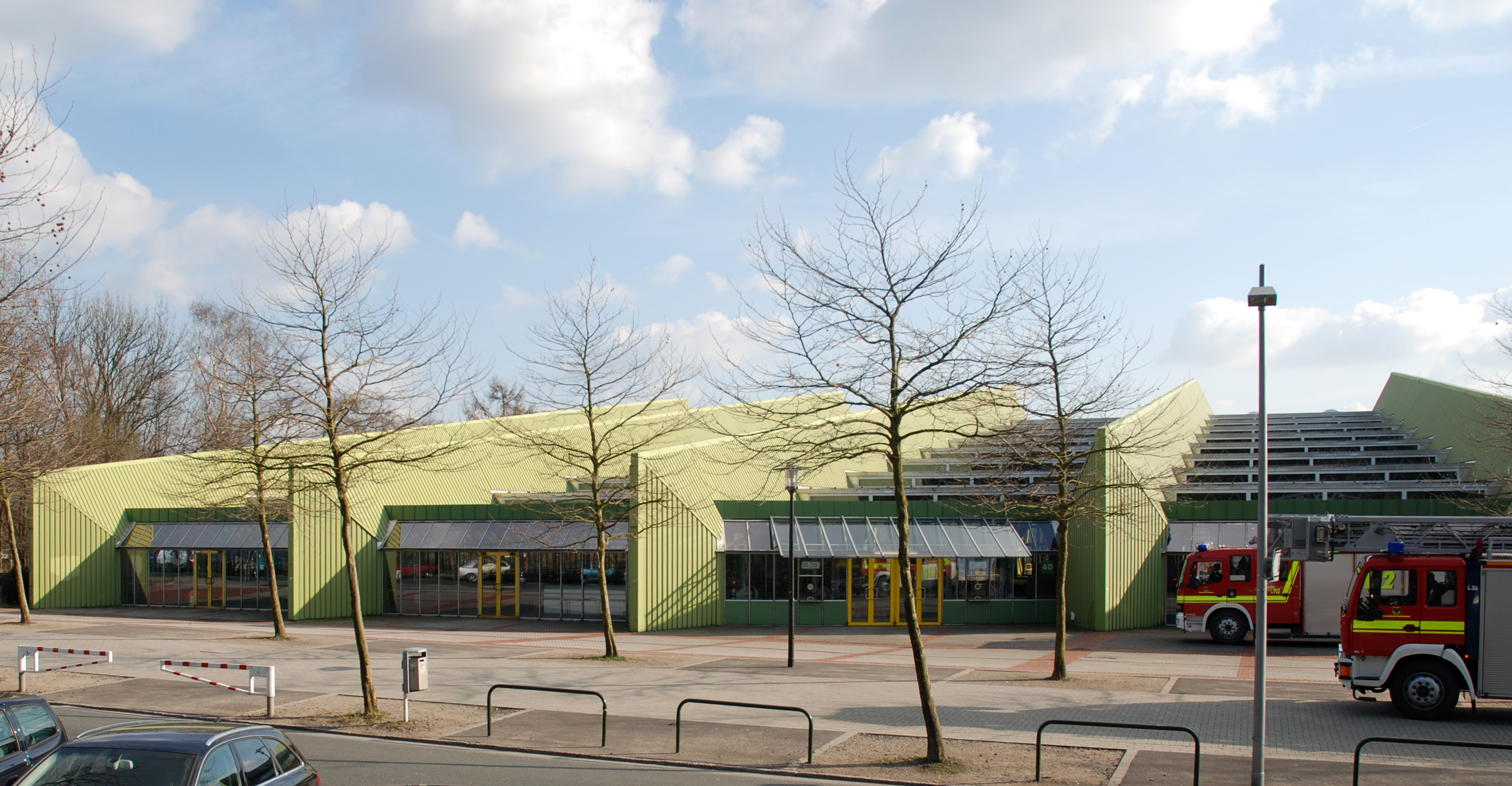
Helmut-Körnig-Halle, Innenansicht vor der Renovierung
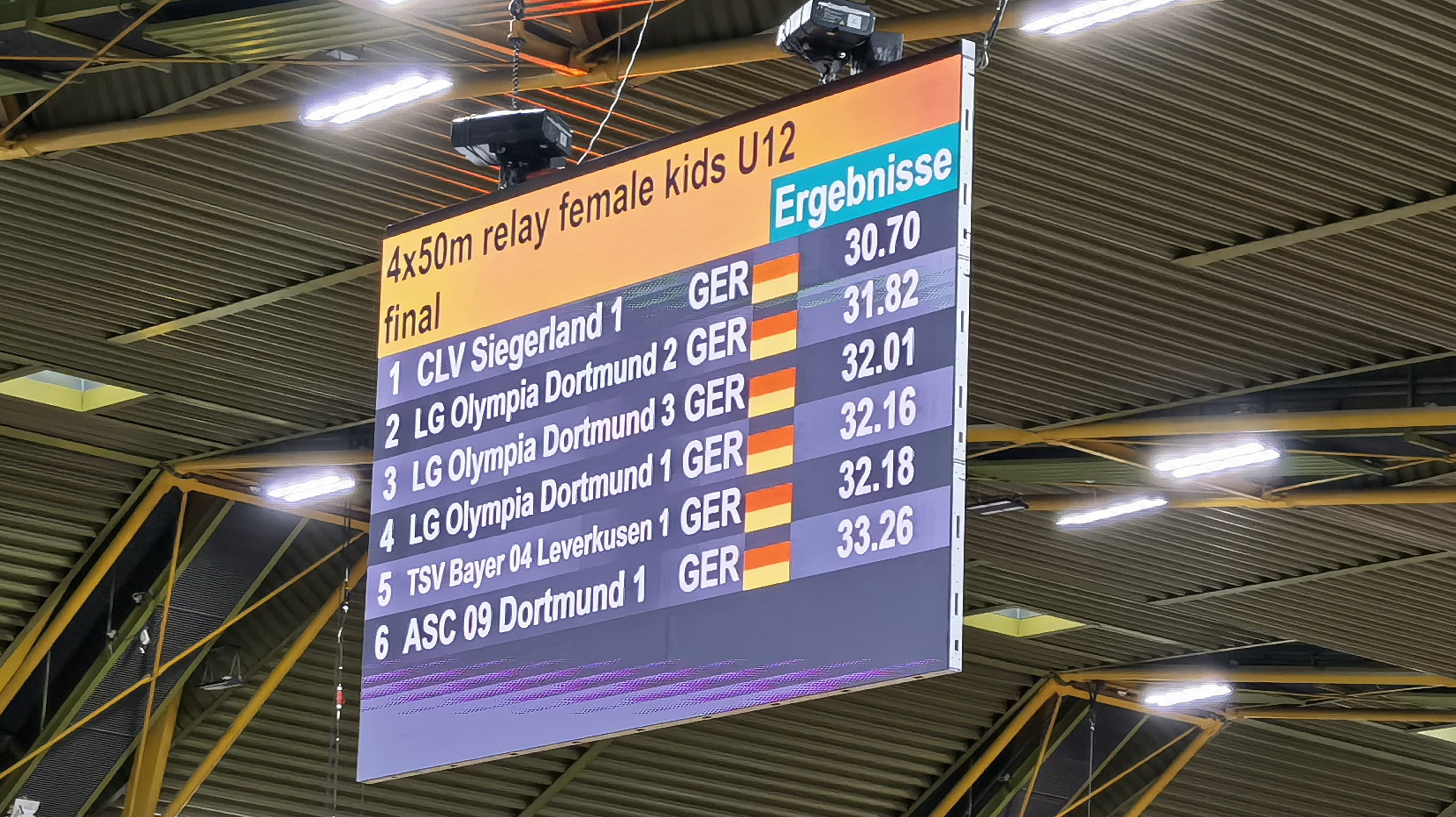
Helmut-Körnig-Halle im Jahr 2009
- Anzeigetafel in der Helmut-Körnig-Halle